# Граждански флаг
Граждански флаг e флаг, обозначаващ държавна принадлежност, използан от частни лица на сушата. Често повтаря държавния флаг.
Това е знак за принадлежност към нация и уважение към Родината. Страните могат да имат национален флаг за различни цели на сушата, отделен флаг за гражданските съдове, флагове на военноморския флот и военновъздушните сили; понякога два или всички тези флагове могат да са еднакви.
|                         |                           |                          |                            |                                        |                                                              |                             |                               |                           |                                                              |                            |                                                     |
| Държавен флаг на Сърбия | Граждански флаг на Сърбия | Държавен флаг на Испания | Граждански флаг на Испания | Държавен и граждански флаг на Германия | Флаг на учрежденията на федералното правителство на Германия | Държавен флаг на Люксембург | Граждански флаг на Люксембург | Държавен флаг на Словения | Граждански флаг на Словения (с различен размер на рисунката) | Държавен флаг на Швейцария | Граждански флаг на Швейцария (с различни пропорции) |